# Lijst van gouverneurs van Västra Götalands län
Dit is een lijst van gouverneurs van de provincie Västra Götalands län in Zweden. Het län, de provincie Västra Götalands län ontstond op 1 januari 1998 na het samenvoegen van de provincies Göteborgs och Bohus län, Skaraborgs län en Älvsborgs län. Het Zweeds voor gouverneur is landshövding.
- Göte Bernhardsson 1998–2008
- Lars Bäckström 2008–2017
- Lisbeth Schultze, waarnemend in 2017
- Anders Danielsson, sinds 2017

De drie provincies waaruit Västra Götalands län is samengesteld hadden een oudere geschiedenis voor 1997 en werden al door een gouverneur bestuurd. De drie oude provincies zijn na 1997 opgeheven. Hieronder volgen de drie lijsten met gouverneurs tot 1997 uit de voormalige provincies:
- Älvsborgs län
- Göteborgs och Bohus län
- Skaraborgs län

Blekinge län · Dalarnas län · Gävleborgs län · Gotlands län · Hallands län · Jämtlands län · Jönköpings län · Kalmar län · Kronobergs län · Norrbottens län · Örebro län · Östergötlands län · Skåne län · Södermanlands län · Stockholms län · Uppsala län · Värmlands län · Västerbottens län · Västernorrlands län · Västmanlands län · Västra Götalands län